# 1794
Il 1794 (MDCCXCIV in numeri romani) è un anno  del XVIII secolo.

## Eventi
- Febbraio – Il vescovo Giulio Maria della Somaglia vende il tesoro dell'Esquilino al collezionista prussiano Heinrich Christian von Schellerscheim per una cifra appena superiore al suo valore venale.
- 5 aprile – Georges Jacques Danton e Camille Desmoulins vengono ghigliottinati a Parigi su ordine di Maximilien Robespierre.
- 28 aprile – Dopo il mancato accoglimento delle richieste degli Stamenti da parte dei Savoia, insurrezione di Cagliari e cacciata dalla città di tutti i funzionari sabaudi; dal 1993 è festa in Sardegna come Sa die de sa Sardigna.
- 8 maggio – Il chimico francese Antoine Lavoisier viene ghigliottinato a Parigi.
- 18 maggio – Battaglia di Tourcoing: Le truppe francesi dell'Armata del Nord, in inferiorità numerica, sconfiggono le truppe anglo-austriaco-hannoveriane.
- 15 giugno – Un'eruzione del Vesuvio distrugge Torre del Greco.
- 26 giugno – Battaglia di Fleurus: Le truppe francesi dell'Armata del Nord sconfiggono le truppe anglo-austriaco-hannoveriane, costringendole a ripiegare su Bruxelles.
- 27 giugno – Morte del vecchio cancelliere austriaco Kaunitz, sostituito dal ministro degli esteri Thugut.
- 10 luglio – Il chimico inglese John Dalton scrive la prima relazione scientifica su una malattia da cui è affetto e che poi prenderà il nome di daltonismo.
- 27 luglio – Colpo di Stato del 9 Termidoro: Una parte dei componenti del Comitato di salute pubblica, appoggiata da alcuni dei principali e più violenti rappresentanti in missione e dalle correnti più moderate della Convenzione nazionale, chiamati poi Termidoriani, si sollevarono contro Maximilien Robespierre e i suoi più stretti alleati che avevano assunto un ruolo dominante nel governo della Repubblica rivoluzionaria nel cosiddetto periodo del Grande Terrore. Robespierre, Louis Saint-Just e Georges Couthon, i cosiddetti "triumviri", e i loro fautori furono rapidamente arrestati e ghigliottinati.
- 28 luglio – Decapitazione di Robespierre.
- 18 ottobre – Impiccagione a Napoli dei patrioti Emanuele De Deo, Vincenzo Galiani e Vincenzo Vitaliano.
- 17-20 novembre – Battaglia di San Lorenzo de la Muga: Nonostante la pesante inferiorità numerica, l'esercito francese sconfisse quello della coalizione del Regno di Spagna e del Regno del Portogallo.

## Nati
Ci sono circa 260 voci su persone nate nel 1794; vedi la pagina Nati nel 1794 per un elenco descrittivo o la categoria Nati nel 1794 per un indice alfabetico.

## Morti
Ci sono circa 240 voci su persone morte nel 1794; vedi la pagina Morti nel 1794 per un elenco descrittivo o la categoria Morti nel 1794 per un indice alfabetico.

## Calendario
| Calendario 1794 | Calendario 1794 | Calendario 1794 | Calendario 1794 | Calendario 1794 | Calendario 1794 | Calendario 1794 | Calendario 1794 | Calendario 1794 | Calendario 1794 | Calendario 1794 | Calendario 1794 | Calendario 1794 | Calendario 1794 | Calendario 1794 | Calendario 1794 | Calendario 1794 | Calendario 1794 | Calendario 1794 | Calendario 1794 | Calendario 1794 | Calendario 1794 | Calendario 1794 | Calendario 1794 | Calendario 1794 | Calendario 1794 | Calendario 1794 | Calendario 1794 | Calendario 1794 | Calendario 1794 | Calendario 1794 | Calendario 1794 | Calendario 1794 |
| --------------- | --------------- | --------------- | --------------- | --------------- | --------------- | --------------- | --------------- | --------------- | --------------- | --------------- | --------------- | --------------- | --------------- | --------------- | --------------- | --------------- | --------------- | --------------- | --------------- | --------------- | --------------- | --------------- | --------------- | --------------- | --------------- | --------------- | --------------- | --------------- | --------------- | --------------- | --------------- | --------------- |
|                 | 1               | 2               | 3               | 4               | 5               | 6               | 7               | 8               | 9               | 10              | 11              | 12              | 13              | 14              | 15              | 16              | 17              | 18              | 19              | 20              | 21              | 22              | 23              | 24              | 25              | 26              | 27              | 28              | 29              | 30              | 31              |                 |
| Gennaio         | Me              | Gi              | Ve              | Sa              | Do              | Lu              | Ma              | Me              | Gi              | Ve              | Sa              | Do              | Lu              | Ma              | Me              | Gi              | Ve              | Sa              | Do              | Lu              | Ma              | Me              | Gi              | Ve              | Sa              | Do              | Lu              | Ma              | Me              | Gi              | Ve              |                 |
| Febbraio        | Sa              | Do              | Lu              | Ma              | Me              | Gi              | Ve              | Sa              | Do              | Lu              | Ma              | Me              | Gi              | Ve              | Sa              | Do              | Lu              | Ma              | Me              | Gi              | Ve              | Sa              | Do              | Lu              | Ma              | Me              | Gi              | Ve              |                 |                 |                 |                 |
| Marzo           | Sa              | Do              | Lu              | Ma              | Me              | Gi              | Ve              | Sa              | Do              | Lu              | Ma              | Me              | Gi              | Ve              | Sa              | Do              | Lu              | Ma              | Me              | Gi              | Ve              | Sa              | Do              | Lu              | Ma              | Me              | Gi              | Ve              | Sa              | Do              | Lu              |                 |
| Aprile          | Ma              | Me              | Gi              | Ve              | Sa              | Do              | Lu              | Ma              | Me              | Gi              | Ve              | Sa              | Do              | Lu              | Ma              | Me              | Gi              | Ve              | Sa              | Do              | Lu              | Ma              | Me              | Gi              | Ve              | Sa              | Do              | Lu              | Ma              | Me              |                 |                 |
| Maggio          | Gi              | Ve              | Sa              | Do              | Lu              | Ma              | Me              | Gi              | Ve              | Sa              | Do              | Lu              | Ma              | Me              | Gi              | Ve              | Sa              | Do              | Lu              | Ma              | Me              | Gi              | Ve              | Sa              | Do              | Lu              | Ma              | Me              | Gi              | Ve              | Sa              |                 |
| Giugno          | Do              | Lu              | Ma              | Me              | Gi              | Ve              | Sa              | Do              | Lu              | Ma              | Me              | Gi              | Ve              | Sa              | Do              | Lu              | Ma              | Me              | Gi              | Ve              | Sa              | Do              | Lu              | Ma              | Me              | Gi              | Ve              | Sa              | Do              | Lu              |                 |                 |
| Luglio          | Ma              | Me              | Gi              | Ve              | Sa              | Do              | Lu              | Ma              | Me              | Gi              | Ve              | Sa              | Do              | Lu              | Ma              | Me              | Gi              | Ve              | Sa              | Do              | Lu              | Ma              | Me              | Gi              | Ve              | Sa              | Do              | Lu              | Ma              | Me              | Gi              |                 |
| Agosto          | Ve              | Sa              | Do              | Lu              | Ma              | Me              | Gi              | Ve              | Sa              | Do              | Lu              | Ma              | Me              | Gi              | Ve              | Sa              | Do              | Lu              | Ma              | Me              | Gi              | Ve              | Sa              | Do              | Lu              | Ma              | Me              | Gi              | Ve              | Sa              | Do              |                 |
| Settembre       | Lu              | Ma              | Me              | Gi              | Ve              | Sa              | Do              | Lu              | Ma              | Me              | Gi              | Ve              | Sa              | Do              | Lu              | Ma              | Me              | Gi              | Ve              | Sa              | Do              | Lu              | Ma              | Me              | Gi              | Ve              | Sa              | Do              | Lu              | Ma              |                 |                 |
| Ottobre         | Me              | Gi              | Ve              | Sa              | Do              | Lu              | Ma              | Me              | Gi              | Ve              | Sa              | Do              | Lu              | Ma              | Me              | Gi              | Ve              | Sa              | Do              | Lu              | Ma              | Me              | Gi              | Ve              | Sa              | Do              | Lu              | Ma              | Me              | Gi              | Ve              |                 |
| Novembre        | Sa              | Do              | Lu              | Ma              | Me              | Gi              | Ve              | Sa              | Do              | Lu              | Ma              | Me              | Gi              | Ve              | Sa              | Do              | Lu              | Ma              | Me              | Gi              | Ve              | Sa              | Do              | Lu              | Ma              | Me              | Gi              | Ve              | Sa              | Do              |                 |                 |
| Dicembre        | Lu              | Ma              | Me              | Gi              | Ve              | Sa              | Do              | Lu              | Ma              | Me              | Gi              | Ve              | Sa              | Do              | Lu              | Ma              | Me              | Gi              | Ve              | Sa              | Do              | Lu              | Ma              | Me              | Gi              | Ve              | Sa              | Do              | Lu              | Ma              | Me              |                 |